# Сант'Андреа (Арецо)
Сант'Андреа је насеље у Италији у округу Арецо, региону Тоскана.
Према процени из 2011. у насељу је живело 4 становника. Насеље се налази на надморској висини од 748 м.